# Roberto Rosales

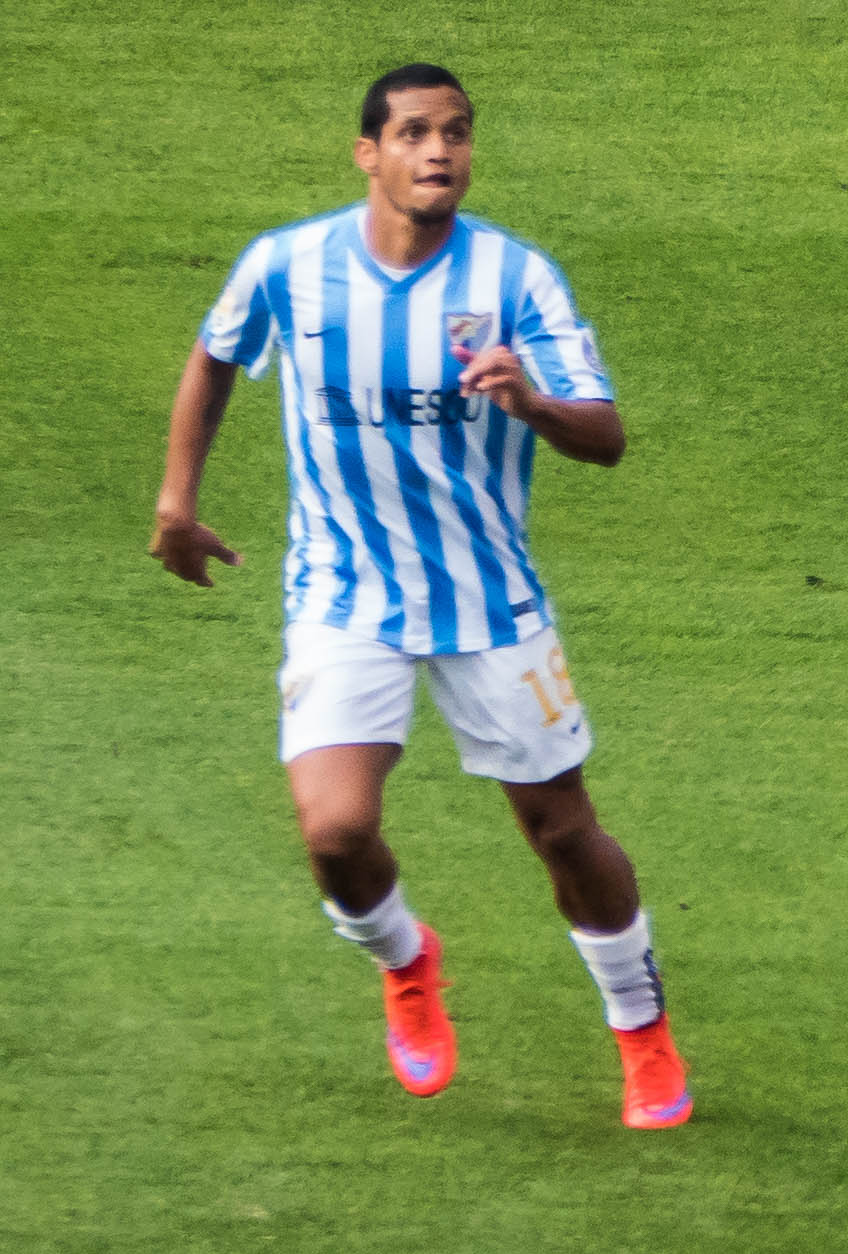
Roberto Rosales (2015)

Roberto José Rosales Altuve (* 20. listopadu 1988, Caracas, Venezuela) je venezuelský fotbalový obránce a reprezentant, od roku 2014 hráč španělského klubu Málaga CF.

## Klubová kariéra
- Caracas FC (mládež)
- Caracas FC 2006–2007
- KAA Gent 2007–2010
- FC Twente 2010–2014
- Málaga CF 2014–

## Reprezentační kariéra
V reprezentačním A-mužstvu Venezuely debutoval v roce 2007.